# Landschaftsschutzgebiet Kierspe Typ B
Das Landschaftsschutzgebiet Kierspe Typ B mit 309,25 ha Flächengröße liegt im Märkischen Kreis auf dem Gebiet der Stadt Kierspe. Es wurde 2003 durch den Kreistag des Märkischen Kreises mit dem Landschaftsplan Nr. 7 Kierspe als Landschaftsschutzgebiet (LSG) vom Typ B (Besonderer Landschaftsschutz) ausgewiesen. Das LSG geht bis an den Siedlungsrand.

## Beschreibung
Das LSG umfasst Grünlandflächen in Flussauen im Stadtgebiet Kierspe.

## Schutzzweck
Die Ausweisung erfolgte zur Erhaltung, Entwicklung oder Wiederherstellung der Leistungs- und Funktionsfähigkeit des Naturhaushalts oder der Regenerationsfähigkeit und nachhaltigen Nutzungsfähigkeit der Naturgüter, einschließlich des Schutzes von Lebensstätten und Lebensräumen. Ferner wegen der Vielfalt, Eigenart oder Schönheit oder der besonderen kulturhistorischen Bedeutung der Landschaft und wegen ihrer besonderen Bedeutung für die Erholung.

## Rechtliche Vorschriften
Im LSG ist unter anderem das Errichten von Bauten und der Umbruch von Grünland verboten. Ferner sind Erstaufforstungen und auch die Neuanlage von Weihnachtsbaumkulturen, Schmuckreisig- und Baumschulkulturen außerhalb des Waldes verboten.